# Léon de Lunden

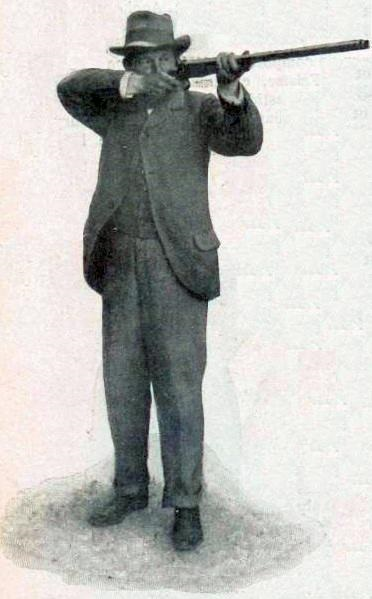
Le belge Léon de Lunden, vainqueur du concours de tir aux pigeons (exposition universelle 1900).

Léon de Lunden (1856-1947) est un tireur sportif belge qui fut, entre autres résultats, deuxième du Championnat de Tir aux pigeons de la ville de Namur en mars 1897.

## Biographie
Léon de Lunden, né en 1856 et décédé en 1947, est inhumé à Anderlecht.

## Exposition universelle de Paris
Il participa surtout le 5 août 1900 au Concours de tir aux pigeons (vivants) dans le cadre des Concours internationaux d'exercices physiques et de sports organisé à l'occasion de l'Exposition Universelle de 1900 à Paris et remporta dans cette discipline le Grand Prix de l'Exposition Universelle de 1900 doté de vingt-mille francs (21 pigeons tués sur 21 tirs). L'épreuve, au cours de laquelle plus de 300 pigeons auraient été massacrés se déroula au Cercle du Bois de Boulogne dit Tir aux Pigeons.
Contrairement à une erreur largement répandue, le gagnant ne figure pas parmi les vainqueurs recensés par le Comité international olympique. De plus le rapport officiel des concours de l'exposition universelle ne fait aucunement mention d'une médaille en or olympique, mais seulement de titre(s) commémoratif(s) sous forme de plaquette(s) d'argent remises à tous les tireurs ayant tué trois pigeons. Le nombre de participants effectifs s'élevait à 54. 
Pour prix de sa victoire, Léon de Lunden reçut une plaquette en argent et, surtout, la somme de vingt mille francs. Comme toutes les médailles remises habituellement en grand nombre à l'occasion des expositions universelles, ces plaquettes passent régulièrement aux enchères dans les salles de vente. Les plaquettes d'argent de forme carrée (42 x 60 mm) montrent en relief :
- à l'avers, une allégorie ailée, le front cerné de lauriers et portant un faisceau de branches, flottant au-dessus de la Seine aux rives de laquelle se distinguent de gauche à droite le dôme, l'hôtel et l'esplanade des Invalides, le pont Alexandre III et le Grand Palais, tous situés dans le périmètre de l'exposition, ce qu'indique l'inscription RÉPUBLIQUE FRANCAISE EXPOSITION UNIVERSELLE PARIS 1900 ;
- au revers, la figure en relief d'un athlète en pied drapé dans une toge et brandissant une branche de lauriers, se tenant sur un podium portant l'inscription CONCOURS DE TIR AUX PIGEONS, la silhouette de l'Acropole se devinant au loin.

## Jeux olympiques d'été de 1908
Léon de Lunden fit partie des dix tireurs belges qui participèrent aux Jeux olympiques d'été de 1908 à Londres, mais il n'y brilla pas . 